# These People
These People è il quinto album in studio del cantautore britannico Richard Ashcroft, pubblicato il 20 maggio 2016.

## Genesi del disco
Secondo quanto dichiarato dallo stesso autore, il titolo del disco è "un modo pigro di mettere tra parentesi un gruppo di persone, si inserisce nel tema della divisione e del divide et impera, visto che viviamo nell'epoca più divisiva della storia".

## Tracce
Tutte le tracce sono scritte da Richard Ashcroft eccetto dove indicato.
1. Out of My Body – 4:30
2. This Is How It Feels – 5:06
3. They Don't Own Me – 5:48
4. Hold On – 5:40
5. These People – 4:49
6. Everybody Needs Somebody to Hurt – 4:40
7. Pictures of You – 4:47
8. Black Lines – 5:10
9. Ain't the Future so Bright – 4:47
10. Songs of Experience – 5:48

Durata totale: 51:05